# デビッド・アデアン
デビッド・ラニボク・ワイアウ・アデアン（David Ranibok Waiau Adeang、1969年11月24日 - ）は、ナウルの政治家、弁護士。2023年から同国大統領を務める。議会議長、同国財務大臣、法務大臣などを歴任。外務省ではデイビッド・アデアン、メディアではデービッド・アデアンとも呼ばれる。

## 来歴
父のケナン・アデアンは同国大統領も3回務めている。2001年11月6日にウベニデの議席がすべて空席になった後、アデアンは次の補欠選挙でウベニデ選挙区の議席を獲得し、同選挙区代表であったジョセフ・ハイラムを失職させた。2003年5月にルドウィグ・スコッティ政権下で財務相を務めたが、僅か3ヶ月でルドウィグの大統領退任に伴い、アデアンも財務相を退任。
2007年9月、外務大臣だったアデアンはキューバを訪問し、米国によるキューバへの経済制裁を非難。アデアンの非難を知ったアメリカ合衆国国務省は2007年に調査された出来事に言及し、2008年に発行された人権報告書の中でアデアンに対する批判を報告した。
3月22日、アデアンは政府閣僚に知らせずに国会を招集し、閣僚は出席しなかったとされる。アデアン氏を含む野党議員は出席議員の過半数を占め、国会議員の二重国籍を非合法化する判決を可決した。この判決が適用された場合、スティーブン政権の閣僚のキーレン・ケケとフレデリック・ピッチャーに影響を及ぼすことになる。もし彼らが議員辞職を余儀なくされた場合、野党は議会の過半数の議席を支配することになるだろう。政府は、議会の定足数を満たしていないため違憲であるとして、この判決の正当性を否定した。
2023年10月25日、議会に提出された不信任決議案が可決され解任が決定した。議会で投票日の10月30日に大統領選挙が行われ、デルビン・トーマ議員とアデアン議員が同点だったが、翌日の2回目投票で10対8の僅差で勝利。